# AEGON International 2009 - Doppio femminile
Il doppio femminile dell'AEGON International 2009 è stato un torneo di tennis facente parte del WTA Tour 2009.
Cara Black e Liezel Huber erano le detentrici del titolo ma hanno perso in semifinale contro Samantha Stosur e Rennae Stubbs
Akgul Amanmuradova e Ai Sugiyama hanno battuto in finale  Samantha Stosur e Rennae Stubbs con il punteggio di 6–4, 6–3.

## Teste di serie
1. Cara Black /  Liezel Huber (semifinali)
2. Květa Peschke /  Lisa Raymond (ritirate)

1. Anabel Medina Garrigues /  Virginia Ruano Pascual (primo turno)
2. Samantha Stosur /  Rennae Stubbs (finale)

## Tabellone

### Legenda
| - Q = Qualificato - WC = Wild card - LL = Lucky loser | - ALT = Alternate - SE = Special Exempt - PR = Protected Ranking | - w/o = Walkover - r = Ritirato - d = Squalificato |